# Суверенитет Оранжевой реки
Суверенитет Оранжевой реки (африк. Oranjerivier-soewereiniteit, англ. Orange River Sovereignty) — политическое образование между рекой Оранжевая и Ваалем в Южной Африке, существовавшее с 3 февраля 1848 года по 17 февраля 1854 года.

## История
Территория реки Оранжевой была заселена на юге гриквой (Земля Адама Кока) и на севере фуртреккерами, которые сбежали от британского господства во время Великого трека. 8 декабря 1845 года капитан Уильям Саттон был назначен «британским резидентом среди племён, живущих за границей на северо-востоке» (относительно Капской колонии).
16 января 1846 года Саттона сменил на посту резидента капитан Генри Дуглас Уорден, который купил ферму Блумфонтейн у фермера из гриквы, чтобы основать столицу. Уорден вскоре был повышен до майора, и в марте 1849 года его сменил на посту К. У. Стюарт, но он оставался резидентом до июля 1852 года.
29 августа 1848 года состоялась битва при Бумплатсе между британскими войсками под предводительством Гарри Смита и бурами с Андрисом Преториусом во главе, в которой буры проиграли. Гарри Смит провозгласил британский суверенитет над территорией Оранжевой реки 3 февраля 1848 года. Был создан назначаемый законодательный совет, учреждён верховный суд и предприняты другие шаги для упорядочивания управления страной, которая официально именовалась Суверенитетом Оранжевой реки (Orange River Sovereignty). В октябре 1849 года вождь Мошвешве I был вынужден подписать новое соглашение, значительно сократившее границы территорий басуто. Граница Суверенитета и басуто впоследствии стала известна как Линия Стража. Чуть позже граница была определена более точно.
Однако у британского резидента не было достаточных сил для поддержания своей власти, и Мошвешве и все соседние кланы были вовлечены в военные действия друг с другом и с европейцами. В 1851 году Мошвешве вступил в Республиканскую партию в Суверенитете и предложил Андриса Преториуса пересечь Вааль. Благодаря Преториусу в 1852 году была подписана Санд-Риверская конвенция, провозгласившая независимость Трансвааля, но оставившая статус Суверенитета нетронутым.
Британское правительство (при первой администрации Рассела) неохотно соглашалось на отсоединение страны, однако уже рассматривало решение отказаться от Суверенитета Оранжевой реки. Генри Грей — государственный секретарь по делам войны и колоний в депеше Гарри Смиту от 21 октября 1851 года заявил: «окончательный отказ от Суверенитета Оранжевой реки должен стать решающим пунктом в нашей политике». Собрание представителей всех европейских жителей Суверенитета, избранных на основе избирательного права, состоявшееся в Блумфонтейне в июне 1852 года, высказалось в пользу сохранения британского господства.
Генри Грин был назначен британским резидентом 3 июля 1852 года вместо Уордена, который был уволен. В конце того же года был наконец заключён договор с Мошвешве, который, возможно, оставил этого вождя в более сильном положении, чем он был до этого. В Англии произошли министерские перемены, и Абердинское министерство, находившееся тогда у власти, придерживалось решения отказаться от Суверенитета. Сэр Джордж Рассел Кларк был послан в 1853 году в качестве специального уполномоченного «по урегулированию и корректировке дел» Суверенитета, и в августе того же года он созвал собрание делегатов для определения формы самоуправления.
В то время в стране проживало около 15 000 европейцев, многие из которых были недавними иммигрантами из Капской колонии. Среди них было много фермеров и торговцев британского происхождения. Большинство белых всё ещё желало продолжения британского правления при условии, что оно будет эффективным и страна будет защищена от врагов. Предложение их делегатов, составлявших конституцию с сохранением британского покровительства, было безуспешным. Джордж Кларк объявил, что, поскольку избранные делегаты не желают принимать шаги для формирования независимого правительства, он вступит в переговоры с другими лицами. В то время как избранные делегаты послали двух своих членов в Англию, чтобы попытаться убедить правительство изменить своё решение, Кларк быстро договорился с комитетом, сформированным Республиканской партией и возглавляемым Дж. Х. Хоффманом. Ещё до заседания этого комитета 30 января 1854 года была подписана королевская прокламация «Об отречении и отказе от всякого господства» над Суверенитетом Оранжевой реки.
Конвенция Оранжевой реки, признающая независимость страны, была подписана в Блумфонтейне 23 февраля 1854 года Джорджем Кларком и республиканским комитетом, а уже в марте бурское правительство вступило в должность. Пять дней спустя представители избранных делегатов встретились в Лондоне с министром по делам колоний Генри Пелэм-Клинтоном, который сообщил им, что теперь уже слишком поздно обсуждать вопрос о сохранении британского господства. Министр добавил, что Англия не может поставлять войска на аванпосты, «тем более что Кейптаун и бухта Столовая — это всё, что ей действительно нужно в Южной Африке». Отказавшись от Суверенитета, британское правительство заявило, что у него «нет никакого союза ни с одним местным вождём или племенем к северу от реки Оранжевой, за исключением вождя племени гриквы капитана Адама Кока III». Кок не был грозным в военном смысле и не мог помешать отдельным гриква отчуждать свои земли. В конце концов, в 1861 году он продал свои суверенные права на землю Оранжевому Свободному Государству за 4000 фунтов стерлингов и переехал со своими последователями в северную часть ничейной земли вождя Факу из мпондо, позже названной Новым Грикваландом.